# Peichin Takahara
Takahara Pēchin (高原 親 雲 上) fue uno de los primeros practicantes de karate. Fue conocido como un gran guerrero y se le atribuye haber sido el primero en explicar los aspectos o principios de la dō ("manera"). Pēchin (親 雲 上) era una clase social del Reino Ryūkyū.
Estos principios son: 1) ijō, el camino, la compasión, la humildad y el amor. 2) katsu, las leyes: comprensión completa de todas las técnicas y formas de karate, y 3) fo dedicación: la seriedad del karate que debe entenderse no solo en la práctica, sino en el combate real. La traducción colectiva es: "El deber de uno para sí mismo y para su prójimo". Fue el primer maestro de Sakukawa "Tode" Kanga, que se conocería como el "padre del karate de Okinawa".
- Datos: Q1336547